# Oliver’s Battery
Oliver’s Battery – wieś w Anglii, w hrabstwie Hampshire, w dystrykcie Winchester. Leży 3 km na południowy wschód od miasta Winchester i 100 km na południowy zachód od Londynu. Miejscowość liczy 1600 mieszkańców.